# 泰爾皮利夫卡
49°37′7″N 26°3′15″E / 49.61861°N 26.05417°E
泰爾皮利夫卡（羅馬化：Terpylivka）是烏克蘭的村落，位於該國西部捷爾諾波爾州，由捷尔诺波尔区負責管轄，始建於1548年，面積1.75平方公里，2001年人口320，人口密度每平方公里182.9人。